# Cordyla borealisa
Cordyla borealisa är en tvåvingeart som beskrevs av Wu och Zheng 2000. Cordyla borealisa ingår i släktet Cordyla och familjen svampmyggor.
Artens utbredningsområde är Jilin (Kina). Inga underarter finns listade i Catalogue of Life.